# Crimen de Morata de Tajuña
El crimen de Morata de Tajuña, de la Comunidad de Madrid, supuso la muerte de tres ancianos hermanos: Amelia, Ángeles y José Gutiérrez Ayuso en la mañana del 17 de diciembre de 2023. El autor confeso del crimen, Dilawar Hussein F, era prestamista de los ancianos, que habían contraído con el una deuda por 60.000€, tras haber sido víctimas a su vez de una estafa del amor por un importe aproximado de 263.000 € en un periodo de más de seis años.

## Desarrollo
Las hermanas jubiladas, con una pensión y diversas propiedades habían sido convencidas y envueltas en una progresiva estafa romántica que les llevó a endeudarse con gran parte de la vecindad, y finalmente con el autor del crimen, que tras vender su locutorio se instaló en la misma casa de las hermanas para ir cobrándose parte de su deuda. 
Las hermanas estaban convencidas de que dos apuestos militares estadounidenses estaban perdidamente enamorados de ellas. La primera en caer en el engaño, 8 años antes del crimen fue Amelia, anticuaria de profesión, quien había recibido un comentario de Facebook «Tu sonrisa caprichosa me llamó la atención». Poco después su hermana Ángeles, maestra, cayó en la misma trampa: «Me asombró la increíble belleza con la que Dios te creó».

Según un agente de la Unidad de Ciberdelincuencia de la policía española:
Embaucan escribiendo a sus víctimas cada mañana, al mediodía enviando una canción, a media tarde diciéndoles que no pueden vivir sin ellas, por la noche les desean dulces sueños. Luego empiezan a pedir dinero, contando que tienen un problema que en cuanto lo resuelvan lo devolverán todo, y con intereses.
Las hermanas nunca llegaron a descubrir la estafa, pues estaban convencidas de las buenas intenciones de sus falsos pretendientes norteamericanos cuando fueron asesinadas. El autor confeso del crimen, tras perder el locutorio para hacer el préstamo a las ancianas, se fue a vivir con ellas. Estas le alquilaron una habitación para ir saldando la deuda, y antes del crimen ya las había agredido y había sido condenado. 
El día del crimen fue andando por la Vía Verde entre Arganda del Rey y Morata de Tajuña hasta el domicilio de las víctimas. Golpeó con una barra de hierro al hermano mayor, José, con una grave discapacidad y que salió al patio, donde él esperaba. Tras la muerte de José, siguió con Amelia y finalmente con Ángeles. Tras consumar el triple crimen tomó un autobús hasta Arganda y tiró el arma en una papelera. Dos días después intentó deshacerse de los cadáveres mediante fuego. Un mes más tarde, el 18 de enero de 2024, y ante la incomunicación de los hermanos, los vecinos acudieron a la policía que tras forzar una ventana encontró los cuerpos semicalcinados.
El 21 de enero de 2024, el autor del crimen se entregó a la Guardia Civil de Arganda del Rey. La fiscalía ha pedido 36 años de cárcel por los crímenes. Su abogada aduce trastornos psíquicos. Un mes después de entrar en prisión, Dilawair mató a su compañero de celda porque le molestaba su falta de higiene.